# Harmonium
«Harmonium» (Гармоніум) — квебекський рок-гурт напрямку прогресивний рок. Це був один із найпопулярніших гуртів другої половини сімдесятих років у Квебеці (також «Maneige» та «Pollen»).

## Біографія
Історію гурту можна почати з того як Michel Normandeau запросив Serge Fiori приєднатися до нього, щоб написати музику для свого друга і сусіда по кімнаті Claude Meunier. Оскільки обидва захоплювалися музикою, вони вирішили музикувати далі; також вони починають писати пісні англійською мовою. 1973 року до музикантів приєднується Louis Valois й у цьому ж році вони починають писати французькою. У листопаді 1973 був перший виступ цього гурту на радіостанції CHOM-FM. Там вони зіграли три композиції: «Pour un instant», «Un musicien parmi tant d'autres» та «Un refrain parmi tant d'autres». Перші дві пісні були пізніше записані професійно й увійшли в перший альбом гурту, Harmonium. Остання пісня була продовженням «Un musicien parmi tant d'autres» й залишилася бі-сайдом. Крім альбому, в той час був записаний один сингл, «Pour un instant», який містив дві композиції, титульну і «100,000 Raisons», що вийшла тільки на CD версії альбому майже 20 років пізніше. Після багатьох малих шоу і невеликого туру Квебеком, вони записали другий альбом, «Si On Avait Besoin D'Une Cinquième Saison». Він містить 5 пісень: чотири пісні на кожен з сезонів року й один «п'ятий сезон». У записі брали участь три нові учасники гурту: Pierre Daigneault, Serge Locat і Judy Richards. Альбом був дуже успішним, як за якістю матеріалу, так і з комерційного погляду. Третій і останній альбом, «L'Heptade» був кульмінацією Гармоніума. Це подвійний альбом, концепція якого описує сім рівнів свідомості людини. Після виходу альбому гурт вирушив у гігантський тур зі 110 виступів. Після туру учасники гурту стали працювати над іншими проєктми, найпомітнішим з яких є альбом дуету Serge Fiori та Richard Séguin — «Deux cents nuits à l'heure».

## Альбом Harmonium, 1974
Перший, однойменний, мабуть, ще не достатньо зрілий альбом має найбільші впливи народної музики. А проте, це чудовий прогресивний фолькрок альбом.

### Композиції
1 — Harmonium 6'30

2 — Si Doucement 4'20

3 — Aujourd'hui, je dis bonjour à la vie 5'45

4 — Vielles courroies 5'40

5 — Attends-moi 4'29

6 — Pour un instant 3'16

7 — De la Chambre au Salon 5'35

8 — Un musicien Parmi tant d'Autres 7'02
Загальний час звучання 42:37

### Музиканти
— Serge Fiori / гітара, флейта, цитра, бас-барабан, вокал 

— Michel Normandeau / гітара, акордеон, вокал 

— Louis Valois / бас-гітара, електричне піаніно, вокал

### Гості
— Alan Penfold / флюгельгорн 

— Réjean Émond / барабани

## Альбом Si On Avait Besoin D'Une Cinquième Saison, 1975
Ймовірно, найвідоміший і найуспішніший альбом Франкомовної Америки. Чудовий 17-хвилинний трек «Histoire Sans Paroles» містить чудові мелодії, розкішні мелотронні партії і перерви, які додають до композиції оригінального смаку.

### Композиції
1 — Vert 5'34

2 — Dixie 3'26

3 — Depuis L'Automne 10'25

4 — En Pleine Face 4'51

5 — Histoires Sans Paroles 17'12
Загальний час звучання 41:28

### Музиканти
— Pierre Daigneault / флейта, піколо, сопрано-саксофон, кларнет 

— Serge Fiori / гітара, флейта, цитра, бас-барабан, вокал 

— Serge Locat / фортепіано, мелотрон, синтезатор 

— Michel Normandeau / гітара, акордеон, вокал 

— Louis Valois / бас-гітара, електричне піаніно, вокал 

— Judy Richard / вокал (5)

## Альбом L'Heptade, 1976
Суміш віртуозності й вишуканості в прог-роковому стилі аля Pentacle, Atoll з полірованими вокальними гармоніями як у Crosby, Stills, Nash & Young. Вони використовують симфонічні моменти з струнними, клавішними і «криштальними» гітарами, що нагадують Квебекську школу, представлену Cano, Sloche та Aquarelle.

### Композиції
1 — Prologue 4'20

2 — Comme Un Fou 7'50

3 — Sommeil Sans Rêves 1'25

4 — Chanson Noire 8'12

I) Le Bien, Le Mal 

II) Pour Une Blanche Cérémonie 

5 — L'Appel / Le Premier Ciel 11'12

6 — Sur Une Corde Raide / L'Exil 12'54

7 — Le Corridor 8'10

8 — Les Premières Lumières / Lumières De Vie 14'11

I) Lumière De Nuit 

II) Eclipse 

III) Lumière De Jour 

IV) Lumière De Vie 

9 — Prélude d'Amour / Comme Un Sage 14'03

10 — Épilogue 2'52
Загальний час звучання 85:10

### Музиканти
— Libert Subirana / флейта, саксофон, вокал 

— Serge Locat / піаніно, орган, мелотрон, синтезатор 

— Monique Fauteux / фортепіано Rhodes, вокал 

— Robert Stanley / електрогітара 

— Serge Fiori / акустична та електрична гітара, вокал 

— Denis Farmer / барабани, перкусія 

— Louis Valois / електричний бас, Taurus (бас педалі) 

— Neil Chotem з Монреальським симфонічним оркестром

## Живий альбом En Tournée, 1980
Живий альбом, записаний під час концерту 1977 року у Ванкувері.

### Композиції
1 — Introduction 1'30

2 — Comme un fou 7'08

3 — Chanson Noire 

I) Le bien, Le mal 4'22 

II) Pour une Blanche Cérémonie 4'10 

4 — Le premier Ciel 20'52

5 — L'Exil 11'58

6 — Le Corridor 3'50

7 — Lumière de Vie

I) Lumière de Nuit 4'17 

II) Lumière de Jour 2'38 

III) Lumière de Vie 0'51 

IV) Lumière de Vie (2eme Partie) 3'12 

V) Lumière de Vie (3eme Partie) 4'44 

VI) Lumière de Vie (Finale) 2'43 

8 — Comme un Sage 15'30
Загальний час звучання 87:45

### Музиканти
— Libert Subirana / флейта, саксофон, вокал 

— Serge Locat / піаніно, орган, мелотрон, синтезатор 

— Monique Fauteux / фортепіано Rhodes, вокал 

— Robert Stanley / електрогітара 

— Serge Fiori / акустична та електрична гітара, вокал 

— Denis Farmer / барабани, перкусія 

— Louis Valois / електричний бас, Taurus (бас педалі)

## Фільм Harmonium en Californie, 1980
Цей документальний фільм знятий в Каліфорнії в 1978 році. Він описує злети і падіння гурту Гармоніум і їх подорож під час каліфорнійського туру, відчуваючи культуру американців, успішно перетинаючи кордони і пропонуючи свою, дещо відмінну, квебекську культуру.